# 韦里耶尔 (奥布省)
韦里耶尔（法語：Verrières，法語：[vɛʁjɛʁ] ⓘ）是法国奥布省的一个市镇，位于该省中部偏南，属于特鲁瓦区和特鲁瓦香槟都会城市圈公共社区，其市镇面积为10.12平方公里，2022年1月1日时人口数量为1,888人。
韦里耶尔是特鲁瓦香槟都会城市圈公共社区的组成部分，位于特鲁瓦市区以南大约7公里。

## 行政
韦里耶尔的邮政编码为10390，INSEE市镇编码为10406。

## 地理

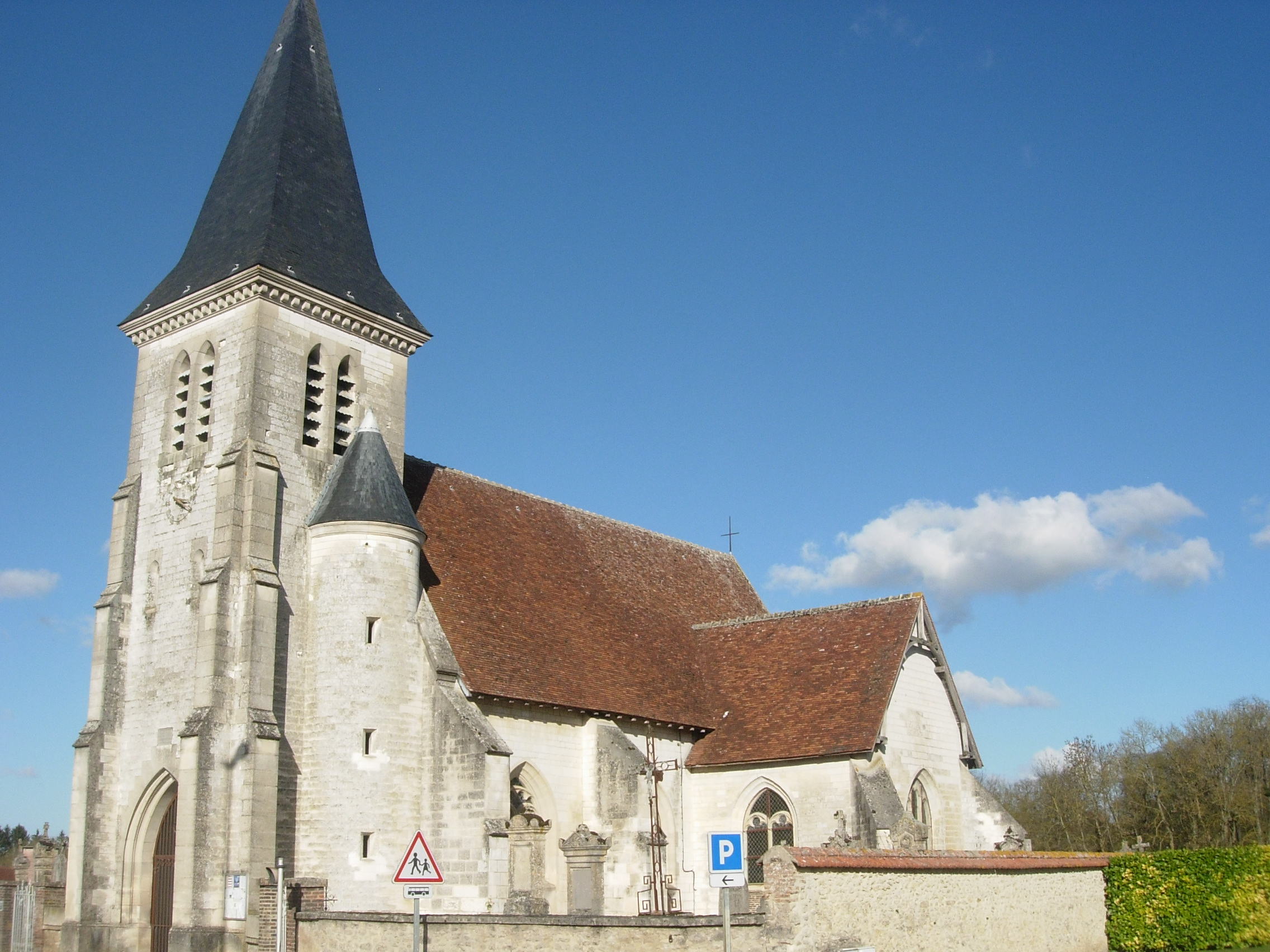
韦里耶尔教堂

韦里耶尔（48°13'58"N, 4°8'53"E）位于法国中北部偏东，大东部大区西南部和奥布省中部偏南。
与韦里耶尔接壤的市镇包括：布雷维扬德、比谢尔、克莱雷、蒙托兰、鲁伊圣卢、圣蒂博。
韦里耶尔位于塞纳河右岸，境内地势平坦。
按照柯本气候分类法，韦里耶尔属于温带海洋性气候，全年温差较小，降水分布均匀。

## 历史
韦里耶尔历史上长期为一普通村落，1795年，圣马丹莱沃德（Saint-Martin-lès-Vaudes）、圣阿旺坦（Saint-Aventin）和韦里耶尔三个相邻的村庄共同组成了韦里耶尔。1944年7月26日曾遭遇了轰炸。

## 交通
法国A5号高速公路经过境内南部，但未设出入口。省道D49线和D123线在韦里耶尔镇中心交汇。
特鲁瓦公交2路和34路途径境内，另有公墓专线和多条定制公交线路经过韦里耶尔。

## 政治
现任韦里耶尔市长为梅拉妮·巴加坦女士（Mélanie Bagattin）。

## 人口
| 年份   | 1936 | 1946 | 1954 | 1962 | 1968 | 1975 | 1982  | 1990  | 1999  | 2006  | 2007  | 2008  | 2013  | 2018  |
| ------ | ---- | ---- | ---- | ---- | ---- | ---- | ----- | ----- | ----- | ----- | ----- | ----- | ----- | ----- |
| 人口數 | 372  | 362  | 423  | 436  | 453  | 526  | 1,414 | 1,728 | 1,724 | 1,692 | 1,689 | 1,685 | 1,842 | 1,860 |

## 景点
- 韦里耶尔圣皮埃尔教堂（法语：Église Saint-Pierre de Verrières）
- 韦里耶尔圣阿旺坦小教堂（法语：Chapelle Saint-Aventin de Verrières）